# Llac Biwa
El llac Biwa (琵琶湖) és el major (ocupa una àrea de 670 km²), més profund, i més antic llac del Japó. Està ubicat a la prefectura de Shiga, al nord-est de Kyoto, l'antiga capital. Antigament conegut com a llac Omi, el llac Biwa apareix amb freqüència en la literatura japonesa, a causa de la seva proximitat a l'antiga capital.

## Biodiversitat
Naturalistes han documentat al voltant de 1.100 espècies d'éssers vius, que 58 són endèmiques. A causa de la biodiversitat del llac Biwa, hi ha diverses lleis mediambientals sobre el llac, i també ha estat designat com un aiguamoll d'importància internacional amb el Conveni de Ramsar.
Fins a l'any 1994 se n'havien registrat 23 espècies descrites i un bon nombre d'espècies per descriure de turbel·laris. Algunes de les espècies són Dugesia japonica, Phagocata vivida i Phagocata kawakatsui.